# Murabito desu ga nani ka?
 (octobre 2018).
Murabito desu ga Nani ka? (村人ですが何か?, Murabito desu ga Nani ka?, litt. « Qu'est-ce que ça fait que je sois un villageois? ») est une série de light novel japonais écrite par Shiraishi Arata (ja). Publiée à l'origine comme une websérie sur le site Shōsetsuka ni narō depuis le 17 février 2016, la série a depuis été publiée par l'éditeur Micro Magazine (ja) avec des illustrations de Siraso Famy depuis le 28 octobre 2016, dont huit volumes ont été publiés à ce jour,.
La série est aussi connue à l'étranger sous le nom de I am a villager, what about it? (litt. « Je suis un villageois, et alors? »).
La série a été adaptée en manga; cette adaptation est prépubliée dans le magazine de prépublication Monthly Dragon Age, depuis le 7 janvier 2017,; le premier volume est sorti le 30 juin 2017.

## Synopsis
Réincarné de notre monde dans un monde de magie au règle proche d'un jeu vidéo, Ryuuto est née avec la classe de "villageois", une classe ne permettant pas d'aller au combat. Il s'est lié d'amitié avec Cornelia, une "héroïne", et Moses, un "sage", mais pendant une sortie avec eux il se fait tuer par Moses par jalousie. Avant de mourir il rencontre un dragon et lui demande de lui promettre de l'amener au royaume des dragons la prochaine fois qu'ils se rencontreront.
Ryuuto avait choisi lors de sa réincarnation la capacité spéciale « revenir d'entre les morts » qui permet de recommencer sa nouvelle vie depuis le début s'il meurt tôt, ainsi que la capacité « sagesse » qui permet de comprendre et retenir tous les livres qu'on lit et toutes les connaissances qu'on apprend. Fort des acquis de sa première vie, choisissant deux capacités différente pour sa seconde vie, il va tenter de changer le cours des événements malgré sa classe de "villageois".

### Sources
1. ↑  (ja) Shiraishi Arata, « 村人ですが何か？ », sur Shōsetsuka ni narō (consulté le 6 octobre 2018)
2. ↑  (ja) Shiraishi Arata, « 村人ですが何か? 1 (GCノベルズ) 単行本（ソフトカバー） – 2016/10/28 », sur Amazon (consulté le 8 octobre 2018)
3. ↑  (ja) Shiraishi Arata, « 村人ですが何か? 4 (GCノベルズ) 単行本 – 2018/1/9 », sur Amazon (consulté le 8 octobre 2018)
4. ↑  « Murabito Desu Ga Nani Ka? (Light-novel) », sur Nautiljon (consulté le 8 octobre 2018)
5. ↑  « Murabito Desu Ga Nani Ka? (Manga) », sur Nautiljon (consulté le 8 octobre 2018)
6. ↑  (en) « Murabito Desu Ga Nani Ka? (Manga) », sur MyAnimeList (consulté le 8 octobre 2018)
7. ↑  « 村人ですが何か? 1 (ドラゴンコミックスエイジ さ 12-1-1) コミックス – 2017/6/30 », sur Amazon (consulté le 8 octobre 2018)